# Dignathia ciliata
Dignathia ciliata är en gräsart som beskrevs av Charles Edward Hubbard. Dignathia ciliata ingår i släktet Dignathia och familjen gräs.
Artens utbredningsområde är Somalia. Inga underarter finns listade i Catalogue of Life.